# Galärvarvet

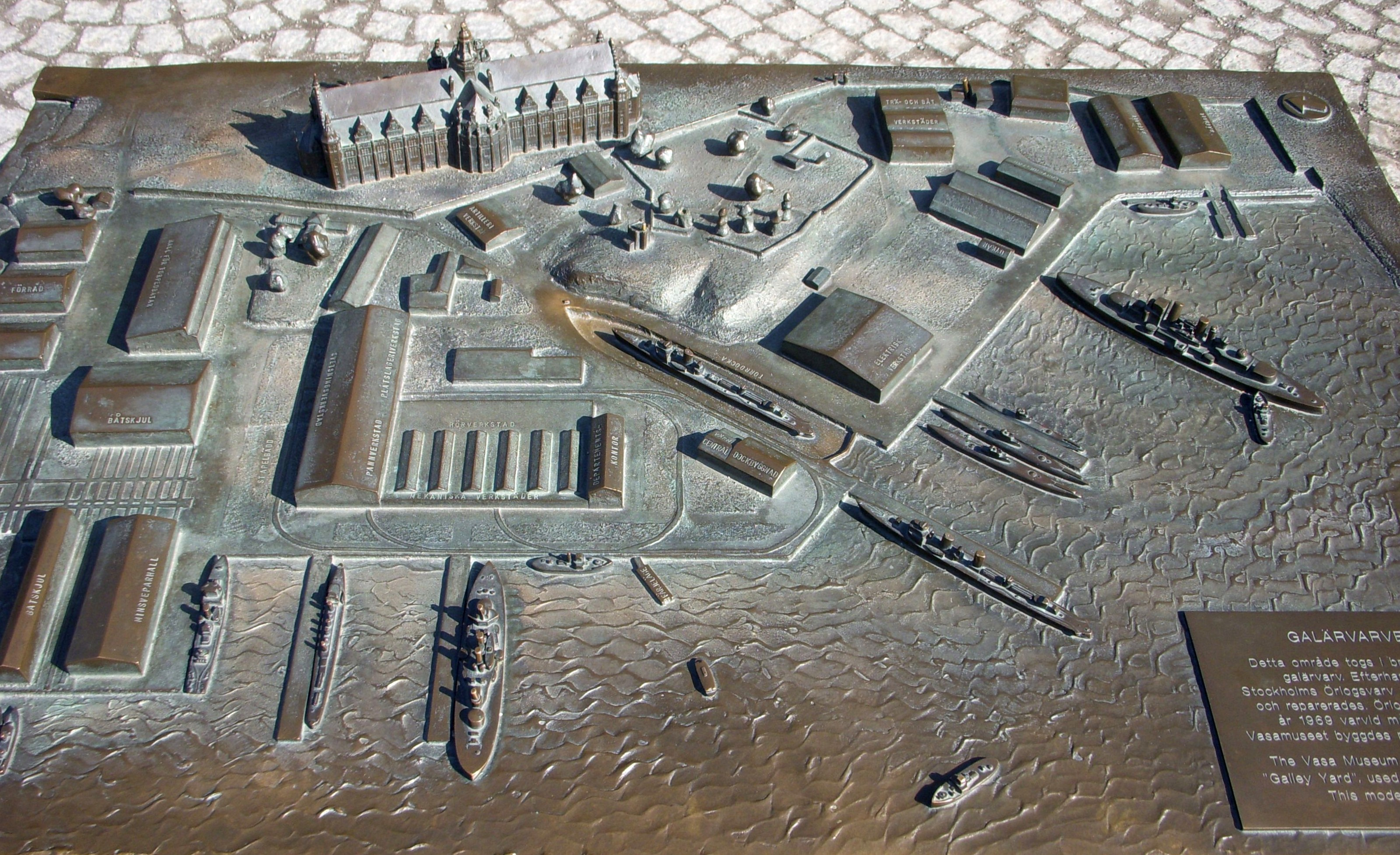
Stockholms örlogsvarv (Djurgårdssidan) 1942. Bronsmodell efter en idé av arkitekt Erik Ahnborg.

Galärvarvet är ett område på Södra Djurgården i Stockholm som fram till 1969 var en del av Stockholms örlogsvarv. Galärvarvet var ursprungligen, från 1720-talet, uppläggningsplats för skärgårdsflottans galärer. Idag upptas området av Galärparken.

## Historia

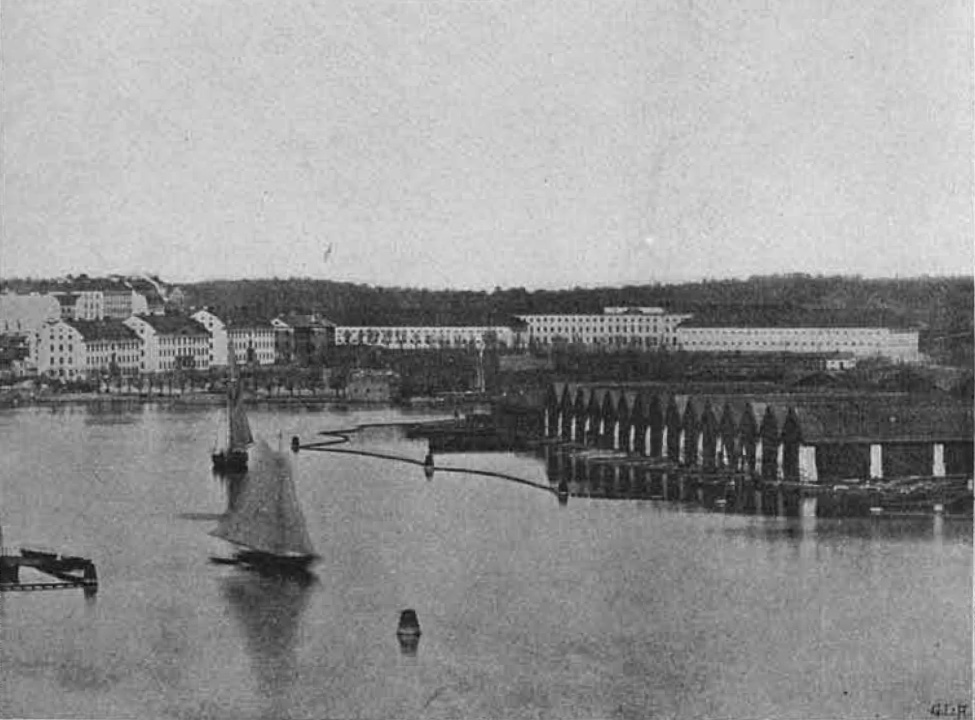
Flottans galärskjul på Djurgården. I bakgrunden ses Livgardet till hästs kaserner, numera Riksantikvarieämbetets lokaler. Foto från ca 1870.

Den 29 mars 1722 upplät Kungl. Maj:t en bit av Södra Djurgården åt flottan. Efter venetiansk förebild skulle skärgårdsflottans galärer förvaras uppdragna på land i speciella skjul; till en början byggdes dock bara enkla träkapell. Galärerna flyttades snart till en temporär galärhamn mellan Skeppsholmen och Kastellholmen. År 1752 beslöt man slutligen, efter att undersökt flera olika alternativ, att flytta tillbaka galärerna till Djurgården. Området utvidgades nu österut för att rymma sammanlagt 30 galärskjul utmed strandlinjen. Det hela kom att bli ett mycket kostsamt projekt, och under arbetets gång delades galärskjulen upp i två grupper om 15 stycken (Södra respektive Norra Arsenalen). År 1757 var arbetet med skjulen slutfört. Den Norra Arsenalen utvidgades dock redan i slutet på 1700-talet med ytterligare 30 olika skjul och byggnader för kanonslupar. En kyrkogård, Galärvarvskyrkogården, anlades i anslutning till varvet 1742.
Örlogsvarvet kom under 1800-talet att växa med nya verkstäder för reparation och underhåll av flottans fartyg. År 1872 inleddes en omfattande upprustning av Galärvarvet för att möta de nya ångfartygens behov. De hittills i stort sett intakta galärskjulen förändrades i samband med detta till bland annat verkstäder. En mastkran anskaffades 1874 och åren 1875–79 anlades en ny slip, kajer och inte minst en stor torrdocka. Flera av de gamla galärskjulen revs senare och flera förstördes i en brand 1921. Idag återstår endast två av dem.
Varvet var en stor arbetsplats, och vid krigsslutet 1945 hade varvet över 1200 anställda. Under 1960-talet inleddes en successiv avveckling av Galärvarvet, som lades ned 1969 när verksamheten flyttades till Muskö. Därefter revs merparten av industribyggnaderna tillsammans med kajanläggningarna. Istället omdanades området till park.

### Bilder

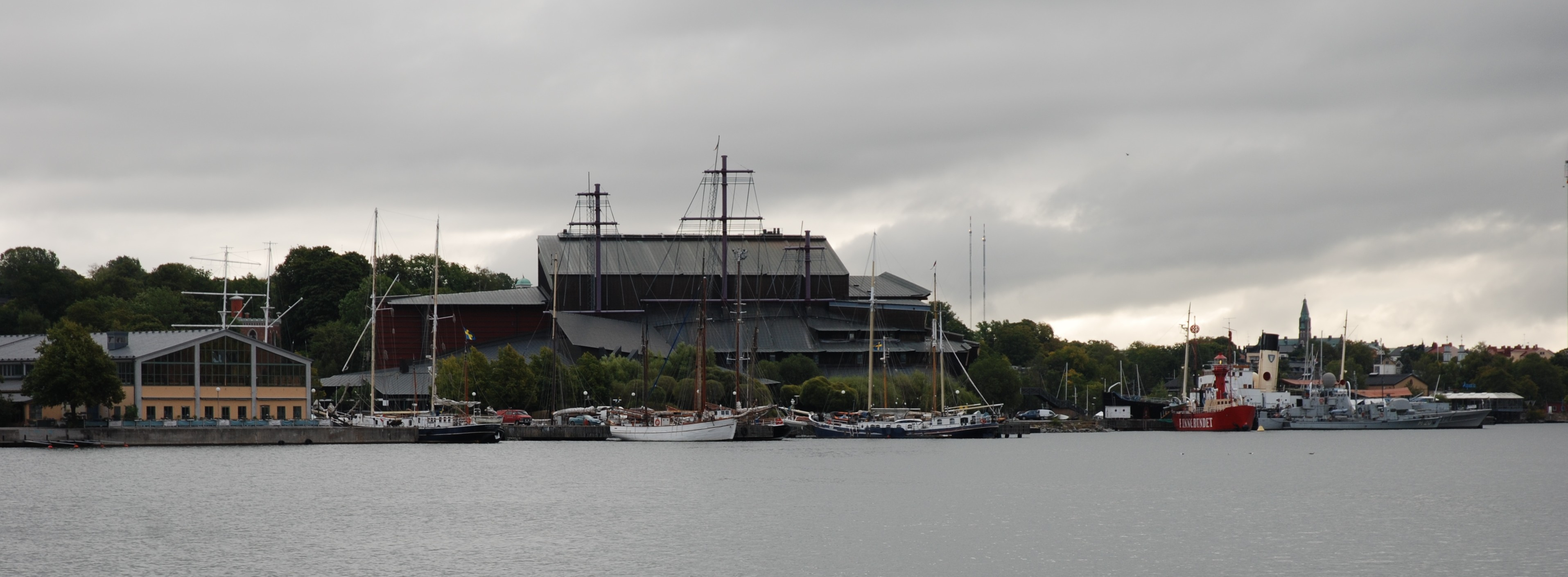
Galärvarvet från Strandvägen, september 2007, med Vasamuseet och till höger museibåtarna isbrytaren S/S Sankt Erik, fyrskeppet Finngrundet, minsveparen HMS M20 och torpedbåten HMS Spica (T121).
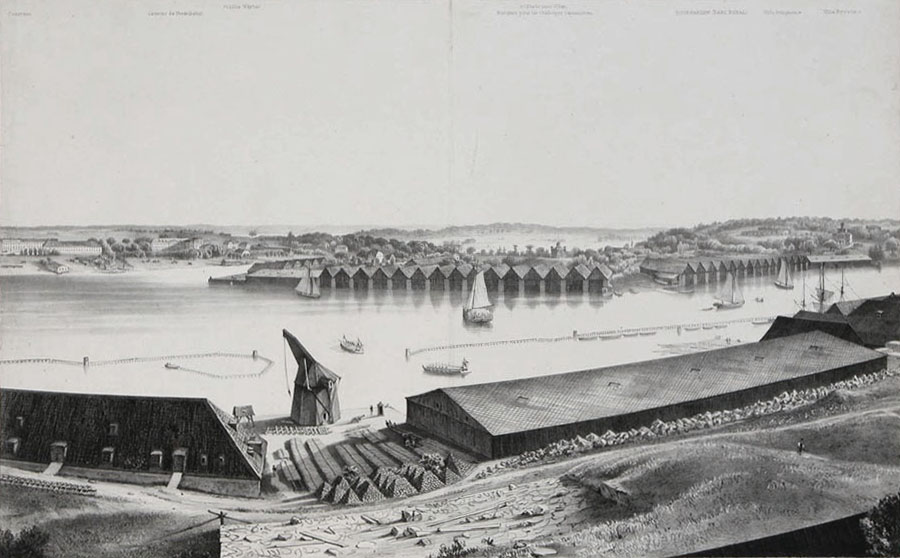
Galärvarvet från Skeppsholmskyrkan cirka 1850. Litografi av Carl Johan Billmark.
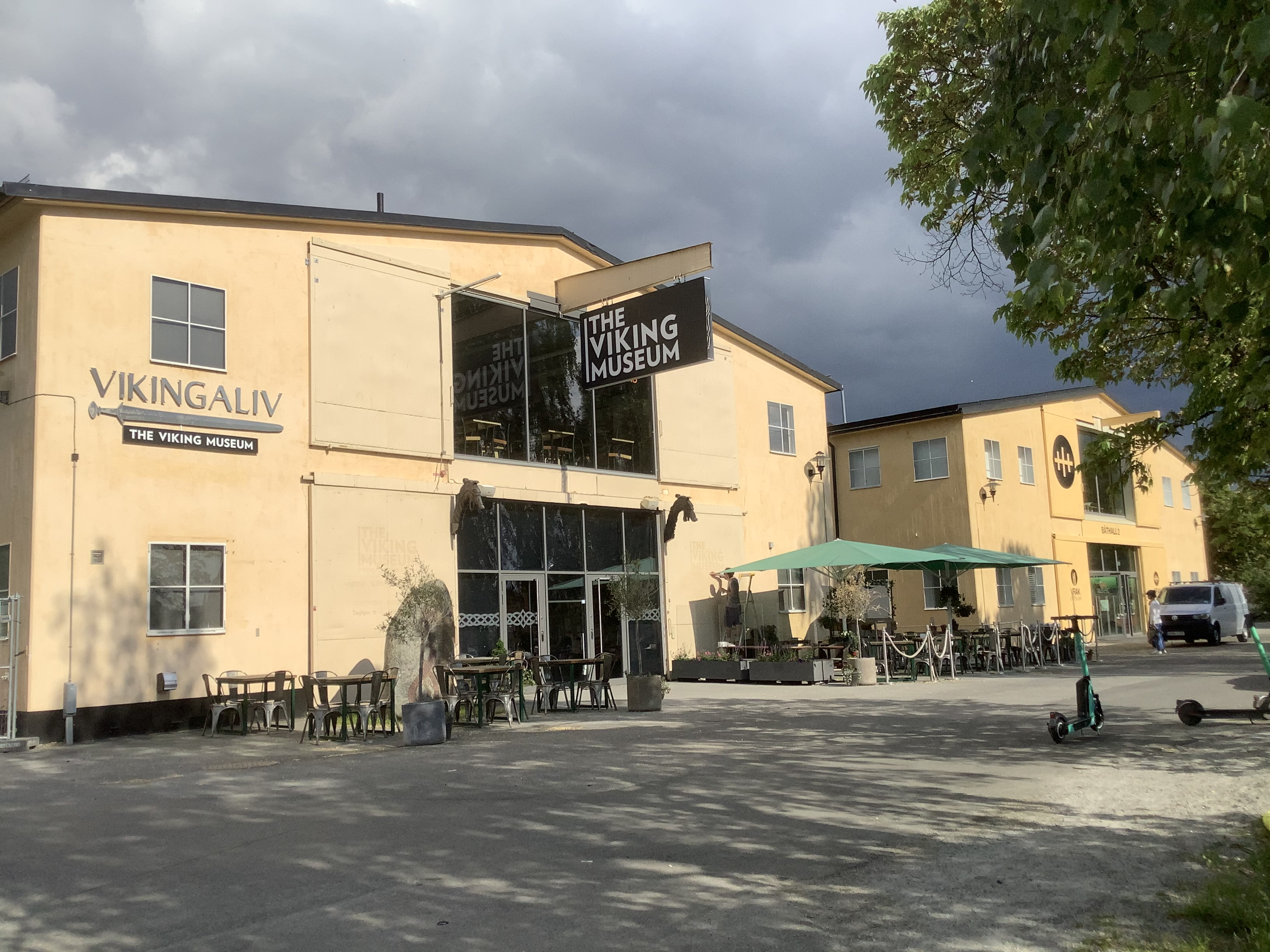
Båthall 1 och 2, numera Vikingaliv (från 2017) och Vrak – Museum of Wrecks (från 2021).

## Galärvarvet idag
Idag finns på Galärvarvsområdet en parkanläggning med Galärparken och Vasamuseets trädgård, Galärvarvskyrkogården och ett antal av de ursprungliga byggnaderna samt det nybyggda Vasamuseet, som är sammanbyggt med torrdockan från 1879.
Två av de ursprungligen 30 galärskjulen från 1700-talet finns kvar och inrymmer sedan maj 2012 Spritmuseum. Även minsveparhallen, finns kvar och inrymmer nu Junibacken.
Det 1934 byggda Dyktankhuset var Marinens dykerilaboratorium fram till 1979 och är också bevarat. Där finns en sex meter djup träningsbassäng som användes för att träna ubåtsbesättningar att ta sig ur en sjunken ubåt samt en historisk utställning om dykeri i Sverige. Dyktankhuset hålls öppet i samarbete mellan Statens maritima och transporthistoriska museer och Svensk Dykhistorisk förening.
Båthall 1 inhyser Vikingaliv sedan april 2017. Under Europride 2008 var båthallen lokal för utställningen Article One, ett samarbetsprojekt där flera svenska museer visade HBTQ-relaterat material ur sina samlingar.
Båthall 2 inhyser Vrak – Museum of Wrecks som slog upp portarna i september 2021. I båthallen förvarade Sjöhistoriska museet under många år sin samling av fritids-, bruks-, örlogs- och allmogebåtar. I samlingen ingår kungaslupen Vasaorden, Vegas ångslup, Sven Yrvinds ensamseglingsbåt Bris och en hopfällbar roddbåt i masonit från jagaren HMS Wrangel (25). Båtsamlingen flyttades 2018 till Båtmagasinet på Rindö.
Vid Dockpiren ligger Sjöhistoriska museets museifartyg: isbrytaren S/S Sankt Erik, fyrskeppet Finngrundet, minsveparen HMS M20 samt torpedbåten HMS Spica (T121). Minsveparen M20 tillhör Sjöhistoriska museet men opereras till fullo av Föreningen M 20. Spica är privatägd av Stiftelsen T 121 Spica.